# Rhynchospora pubisquama
Rhynchospora pubisquama är en halvgräsart som beskrevs av Mark T. Strong. Rhynchospora pubisquama ingår i släktet småag, och familjen halvgräs. Inga underarter finns listade i Catalogue of Life.